# Núcleo de Edinger-Westphal
El núcleo de Edinger-Westphal forma parte del componente funcional del núcleo oculomotor, con dominio parasimpático. Se relaciona con el músculo ciliar y el esfínter de la pupila, provocando respuestas reflejas de los músculos lisos del esfínter a la luz y a la acomodación.
Por otra parte, el núcleo de Edinger-Westphal es un término con frecuencia utilizado para referirse a la población adyacente de neuronas no preganglionares que no se proyectan a en el ganglio ciliar u oftálmico, sino más bien en la médula espinal, núcleo dorsal del rafe, y en los laterales núcleos septales.
A diferencia de las clásicas neuronas Edinger-Westphal preganglionares que contienen acetiltransferasa de colina, las neuronas del no-preganglionar núcleo de Edinger-Westphal contienen varios neuropéptidos, como la Urocortina y transcripción regulada de cocaína y anfetamina.
Anteriormente, se había propuesto cambiar el nombre de este grupo de organizaciones no pregangliónicas, las neuronas que contienen neuropéptidos para el flujo perioculomotor neuronal subgriseal, abreviado pIIISG.
Sin embargo, más recientemente, una nomenclatura final ha sido determinada. Las neuronas del pregangliónico oculomotor dentro del núcleo de Edinger-Westphal se conoce como el EWpg, y las neuronas que contienen neuropéptidos se conoce como la proyección central del núcleo de Edinger-Westphal, o EWcp.

## Localización
El par de núcleos está en la parte posterior al núcleo motor principal (núcleo oculomotor) y anterolateral al acueducto cerebral en el mesencéfalo rostral a nivel del colículo superior.
Es el más rostral del núcleo parasimpático en el tronco cerebral.

## Función
El núcleo de Edinger-Westphal suministra fibras parasimpáticas pregangliónicas al ojo, constriñendo la pupila, acomodando el cristalino, y la convergencia de los ojos
También se ha implicado en el duplicado del tamaño de la pupila en expresiones faciales tristes. Al ver una cara triste, las pupilas participantes se dilataron o constriñeron para reflejar la cara que vieron, que predijo tanto de lo triste que percibe el ser de la cara, así como la actividad en esta región.